# Meridian Air
Meridian Air (Russisch: МЕРИДИАН авиакомпания) is een Russische luchtvaartmaatschappij met haar thuisbasis in Moskou.

## Geschiedenis
Meridian Air is opgericht in 1992

## Vloot
De vloot van Meridian Air bestaat uit:(nov.2006)
- 3 Tupolev TU-134A
- 1 Tupolev TU-134B